# Episodi di Stargate SG-1 (quarta stagione)
La quarta stagione della serie televisiva Stargate SG-1, composta da 22 episodi, è stata trasmessa negli Stati Uniti dal canale Showtime dal 30 giugno 2000 al 14 febbraio 2001.
In Italia la stagione venne trasmessa prima sulla rete satellitare Fox e poi in prima visione in chiaro su Rai 2. Rai 2 però non trasmise gli episodi 5, 11 e 20 che vennero trasmessi solo tre anni dopo su Rai 3. 
Il cast principale è lo stesso delle stagioni precedenti:
- Richard Dean Anderson (colonnello Jack O'Neill);
- Amanda Tapping (maggiore Samantha Carter);
- Christopher Judge (Teal'c);
- Michael Shanks (Daniel Jackson);
- Don S. Davis (generale George Hammond).

| nº | Titolo originale      | Titolo italiano        | Prima TV originale | Prima TV Italia  |
| -- | --------------------- | ---------------------- | ------------------ | ---------------- |
| 1  | Small Victories       | Piccole vittorie       | 30 giugno 2000     | 5 novembre 2003  |
| 2  | The Other Side        | L'altra faccia         | 7 luglio 2000      | 6 novembre 2003  |
| 3  | Upgrades              | Potenziamento          | 14 luglio 2000     | 7 novembre 2003  |
| 4  | Crossroads            | Crocevia               | 21 luglio 2000     | 10 novembre 2003 |
| 5  | Divide and Conquer    | Dividere e conquistare | 28 luglio 2000     | 11 novembre 2003 |
| 6  | Window of Opportunity | Inversione temporale   | 4 agosto 2000      | 12 novembre 2003 |
| 7  | Watergate             | Watergate              | 11 agosto 2000     | 13 novembre 2003 |
| 8  | The First Ones        | I primi                | 18 agosto 2000     | 14 novembre 2003 |
| 9  | Scorched Earth        | Terra bruciata         | 25 agosto 2000     | 17 novembre 2003 |
| 10 | Beneath the Surface   | Sotto la superficie    | 1º settembre 2000  | 18 novembre 2003 |
| 11 | Point of No Return    | Punto di non ritorno   | 8 settembre 2000   | 19 novembre 2003 |
| 12 | Tangent               | Perduti nello spazio   | 15 settembre 2000  | 20 novembre 2003 |
| 13 | The Curse             | Il vaso di Iside       | 22 settembre 2000  | 21 novembre 2003 |
| 14 | The Serpent's Venom   | L'alleanza svanita     | 29 settembre 2000  | 24 novembre 2003 |
| 15 | Chain Reaction        | Reazione a catena      | 13 dicembre 2000   | 25 novembre 2003 |
| 16 | 2010                  | 2010                   | 3 gennaio 2001     | 26 novembre 2003 |
| 17 | Absolute Power        | Potere assoluto        | 10 gennaio 2001    | 27 novembre 2003 |
| 18 | The Light             | La luce                | 17 gennaio 2001    | 28 novembre 2003 |
| 19 | Prodigy               | Prodigio               | 24 gennaio 2001    | 1º dicembre 2003 |
| 20 | Entity                | Entità                 | 31 gennaio 2001    | 2 dicembre 2003  |
| 21 | Double Jeopardy       | Doppio rischio         | 7 febbraio 2001    | 3 dicembre 2003  |
| 22 | Exodus                | L'esodo                | 14 febbraio 2001   | 4 dicembre 2003  |

## Piccole vittorie
- Titolo originale: Small Victories
- Diretto da: Martin Wood
- Scritto da: Robert C. Cooper

### Trama
A seguito del naufragio della nave di Thor nell'oceano, i replicatori hanno preso il controllo di un sottomarino russo: O'Neill, Jackson e Teal'c cercano di fermarli, mentre Carter nella galassia degli Asgard, cerca di aiutarli a difendersi da un attacco dei replicatori al loro mondo natale.
- Altri interpreti: Colin Cunningham (maggiore Davis), Teryl Rothery (dottoressa Fraiser), Dan Shea (sergente Siler), Yurij Kis (Yuri), Dmitry Chepovetsky (Boris)
- Questo episodio è la conclusione dell'ultimo della terza stagione.
- Questo episodio è stato candidato ad un Emmy Award nella categoria Outstanding Special Visual Effects for a Series e ad un Gemini Award nella categoria Best Visual Effects.

## L'altra faccia
- Titolo originale: The Other Side
- Diretto da: Peter DeLuise
- Scritto da: Brad Wright

### Trama
Alcuni umani del pianeta Euronda, costretti a vivere in una base sotterranea a causa di una guerra, chiedono aiuto ai terrestri, proponendo di scambiare acqua pesante con la loro tecnologia. La SG-1 si reca sul pianeta per trattare l'accordo, ma Daniel Jackson non è convinto dall'onestà degli eurondiani, mentre O'Neill si insospettisce notando degli atteggiamenti razzisti verso Teal'c.
- Altri interpreti: René Auberjonois (Alar), Anne Marie Loder (Farrell), Gary Jones (Walter Harriman), Dan Shea (sergente Siler)

## Potenziamento
- Titolo originale: Upgrades
- Diretto da: Martin Wood
- Scritto da: David Rich

### Trama
Una tok'ra arriva sulla Terra per sperimentare alcuni bracciali che potenzierebbero le qualità fisiche degli umani, ma che non funzionano su soggetti con un simbionte come Teal'c o gli stessi Tok'ra. Gli altri membri della SG-1 si offrono come cavie; dopo qualche tempo, però, sebbene le loro vite siano a rischio, non riescono più a rimuovere i bracciali; disobbedendo agli ordini del generale Hammond, i tre decidono quindi di cercare di distruggere una nuova potente nave che Apophis sta costruendo.
- Altri interpreti: Vanessa Angel (Anise/Freya), Teryl Rothery (dottoressa Fraiser), Dan Shea (sergente Siler)

## Crocevia
- Titolo originale: Crossroads
- Diretto da: Peter DeLuise
- Scritto da: Katharyn Powers

### Trama
Shan'auc, una jaffa, si presenta sulla Terra sostenendo di essere riuscita a comunicare col suo simbionte, che è sul punto di diventare maturo, e a convincerlo che le azioni degli altri Goa'uld sono malvagie, e che quindi il simbionte desidera unirsi ai Tok'ra. Questi vengono quindi avvisati della situazione, e riescono a trovare un nuovo corpo per il goa'uld; poco tempo dopo, però, Shan'auc viene trovata morta.
- Altri interpreti: Vanessa Angel (Anise/Freya), Musetta Vander (Shan'auc), Peter Wingfield (Tanith/Hebron), Gary Jones (Walter Harriman), Teryl Rothery (dottoressa Fraiser), Ron Hadler (Cronus), Sean Millington (Ronac)

## Dividere e conquistare
- Titolo originale: Divide and Conquer
- Diretto da: Martin Wood
- Scritto da: Tor Alexander Valenza

### Trama
Dopo che il maggiore Graham ha tentato senza apparente motivo di uccidere dei Tok'ra, questi informano i terrestri che i Goa'uld hanno sviluppato una tecnologia in grado di costringere degli umani o dei Tok'ra a compiere delle azioni, senza tuttavia esserne consapevoli. Mentre si prepara una riunione tra il consiglio dei Tok'ra e il presidente degli Stati Uniti, il personale del Comando Stargate viene sottoposto ad un test, il quale suggerisce che O'Neill e Carter potrebbero essere stati condizionati.
- Altri interpreti: Vanessa Angel (Freya), JR Bourne (Martouf), Kirsten Robek (tenente Astor), Andrew Jackson (Per'sus), Teryl Rothery (dottoressa Fraiser), Phillip Mitchell (maggiore Graham)
- Alcune scene di questo episodio si svolgono durante gli eventi narrati in Potenziamento.

## Inversione temporale
- Titolo originale: Window of Opportunity
- Diretto da: Peter DeLuise
- Scritto da: Joseph Mallozzi e Paul Mullie

### Trama
A seguito di un malfunzionamento di un congegno degli Antichi azionato da uno scienziato alieno, O'Neill e Teal'c si ritrovano intrappolati in un anello temporale, costretti a rivivere lo stesso periodo di dieci ore.
- Altri interpreti: Robin Mossley (Malikai), Teryl Rothery (dottoressa Fraiser), Dan Shea (sergente Siler), Daniel Bacon (tecnico), Bill Nikolai (tecnico)

## Watergate
- Titolo originale: Watergate
- Diretto da: Martin Wood
- Scritto da: Robert C. Cooper

### Trama
Non riuscendo ad attivare lo Stargate, il comando scopre che i russi hanno recuperato quello precipitato nell'oceano e lo hanno attivato, ma non riescono più a disattivarlo. La SG-1 si reca nella base russa, scoprendo che il dispositivo riceve energia da un mondo alieno completamente coperto d'acqua, mentre tutto il personale della base è morto.
- Altri interpreti: Marina Sirtis (dottoressa Markov), Tom McBeath (colonnello Maybourne), Gary Jones (Walter Harriman), Darryl Scheelar (copilota)

## I primi
- Titolo originale: The First Ones
- Diretto da: Peter DeLuise
- Scritto da: Peter DeLuise

### Trama
Il dottor Jackson, su un pianeta per condurre alcuni scavi archeologici, viene catturato da un Unas; la SG-1, inviata alla sua ricerca, scopre che un'altra squadra è stata sterminata e che le acque del pianeta sono piene di simbionti goa'uld.
- Altri interpreti: Dion Johnstone (Chaka), Jason Schombing (dottor Rothman), Vincent Hammond (Unas), Gary Jones (Walter Harriman), Barry Levy (maggiore Hawkins), Steve Bacic (maggiore Coburn)

## Terra bruciata
- Titolo originale: Schorched Earth
- Diretto da: Martin Wood
- Scritto da: Joseph Mallozzi e Paul Mullie

### Trama
Dopo aver trasferito l'intera popolazione degli Enkariani su un nuovo pianeta, la SG-1 scopre che un'astronave lo sta modificando profondamente, rendendolo inabitabile. La squadra riesce a stabilire un contatto con l'astronave, nella quale un robot afferma di stare terraformando il pianeta per renderlo abitabile ad una specie al limite dell'estinzione, e di non potersi dunque fermare.
- Altri interpreti: Brian Markinson (Lotan), Marilyn Norry (Hedrazar), Alessandro Juliani (Eliam), Rob Court (Caleb), Nikki Smook (Nikka)

## Sotto la superficie
- Titolo originale: Beneath the Surface
- Diretto da: Peter DeLuise
- Scritto da: Heather E. Ash

### Trama
I membri della SG-1 si trovano al lavoro nei sotterranei di un mondo industriale, senza alcuna memoria della loro vita precedente. Mentre alcuni ricordi confusi cominciano ad affiorare, specialmente in Teal'c, le squadre inviate dal generale Hammond non riescono a trovare nessuna traccia dell'SG-1.
- Altri interpreti: Alison Matthews (Brenna), Kim Hawthorne (Kegan), Laurie Murdoch (amministratore Calder), Gary Jones (Walter Harriman), Teryl Rothery (dottoressa Fraiser), Russell Ferrier (maggiore Griff)

## Punto di non ritorno
- Titolo originale: Point of No Return
- Diretto da: William Gereghty
- Scritto da: Joseph Mallozzi e Paul Mullie

### Trama
Un uomo di nome Martin Lloyd si mette in contatto con il Comando Stargate, affermando di essere un alieno e di essere a conoscenza del programma, nonché di essere in possesso di un'astronave. La SG-1 lo contatta, ma mentre indagano sul suo psichiatra il dottor Jackson e Carter vengono rapiti ed interrogati.
- Altri interpreti: Willie Garson (Martin Lloyd), Robert Lewis (dottor Tanner), Matthew Bennett (Ted), Teryl Rothery (dottoressa Fraiser), Mar Andersons (Bob), Francis Boyle (sergente Peters)

## Perduti nello spazio
- Titolo originale: Tangent
- Diretto da: Peter DeLuise
- Scritto da: Michael Cassutt

### Trama
Durante il volo di prova di nuovo aereo, l'X-301, basato su tecnologia goa'uld, si attiva un dispositivo di sicurezza che inserisce una rotta verso Chulak, portando il prototipo nello spazio insieme a O'Neill e Teal'c, che si trovavano a bordo. L'unica speranza di salvarli sembra essere un'astronave tok'ra nelle vicinanze della Terra, che tuttavia è in missione segreta.
- Altri interpreti: Peter Williams IV (voce di Apophis), Colin Cunningham (maggiore Davis), Carmen Argenziano (Jacob Carter/Selmak), Steven Williams (generale Vidrine)
- Questo episodio è stato candidato ad un Gemini Award nella categoria Best Visual Effects.

## Il vaso di Iside
- Titolo originale: The Curse
- Diretto da: Andy Mikita
- Scritto da: Joseph Mallozzi e Paul Mullie

### Trama
In seguito alla morte del suo vecchio professore, Daniel Jackson ritorna alla sua università; analizzando i reperti su cui stava lavorando il professore, scopre un vaso contenente un simbionte goa'uld morto, e scopre che un secondo vaso è andato perso.
- Altri interpreti: Anna-Louise Plowman (Sarah Gardner), Ben Bass (dottor Rayner), Teryl Rothery (dottoressa Fraiser), David Abbott (dottor Jordan), Lorena Gale (custode), Dan Shea (sergente Siler)
- Episodio candidato a un Leo Award nella categoria Best Visual Effects of Dramatic Series.

## L'alleanza svanita
- Titolo originale: The Serpent's Venom
- Diretto da: Martin Wood
- Scritto da: Peter DeLuise

### Trama
Teal'c, su Chulak per organizzare una ribellione Jaffa, viene catturato da Heru-ur. Nel frattempo il resto della SG-1, all'oscuro dell'accaduto, cerca di sabotare l'alleanza che si sta per formare tra Apophis ed Heru-ur, il quale intende offrire Teal'c come dono al suo ex nemico.
- Altri interpreti: Carmen Argenziano (Jacob Carter/Selmak), Obi Ndefo (Rak'nor), Paul Koslo (Terok), Peter Williams IV (Apophis), Douglas H. Arthurs (Heru-ur), Art Kitching (Ma'kar), Daniel Bacon (tecnico)

## Reazione a catena
- Titolo originale: Chain Reaction
- Diretto da: Martin Wood
- Scritto da: Joseph Mallozzi e Paul Mullie

### Trama
Il generale Hammond annuncia il suo ritiro, e il suo sostituto, il generale Bauer, appena insediato scioglie l'SG-1, ordinando al maggiore Carter di aiutare la costruzione di una nuova bomba al naquadah. Il colonnello O'Neill, non convinto della sincerità del generale Hammond, si rivolge a Maybourne, il quale gli indica una possibile cospirazione dell'NID. Nel frattempo, la bomba al naquadah viene testata su un pianeta, ma lo Stargate non riesce a scollegarsi.
- Altri interpreti: Lawrence Dane (generale Bauer), Gary Jones (Walter Harriman), Dan Shea (sergente Siler), Tom McBeath (colonnello Maybourne), Ronny Cox (senatore Kinsey), Patti Allen (signora Kinsey)

## 2010
- Titolo originale: 2010
- Diretto da: Andy Mikita
- Scritto da: Brad Wright

### Trama
Nel 2010, la Terra ha sconfitto i Goa'uld grazie all'aiuto degli Aschen; lo Stargate è stato reso pubblico e la tecnologia ha fatto molti passi avanti. Cercando di scoprire perché non riesce ad avere figli, tuttavia, Carter scopre che i farmaci che gli Aschen hanno fornito per allungare la vita dei terrestri li stanno rendendo progressivamente sterili, questa è un'astuta tattica per riuscire nel lungo periodo, a conquistare l'intero pianeta. Riunitisi per trovare una soluzione, gli ex membri della SG-1 hanno l'idea di spedire un messaggio nel passato per evitare che gli umani contattino gli Aschen, evitando così che si stringa l'alleanza con essi. Il piano ha successo e il messaggio giunge a destinazione. Le coordinate del pianeta degli Aschen vengono cancellate dal computer del Comando Stargate.
- Altri interpreti: Christopher Cousins (Joseph Faxon), Dion Luther (Mollem), Gary Jones (Walter Harriman), Ronny Cox (presidente Kinsey), Teryl Rothery (dottoressa Fraiser)

## Potere assoluto
- Titolo originale: Absolute Power
- Diretto da: Peter DeLuise
- Scritto da: Robert C. Cooper

### Trama
L'Harcesis appare su Abydos e viene quindi portato sulla Terra; i membri del comando, specialmente Jackson, cercano di convincerlo a sottoporsi ad una procedura in grado di rivelare agli umani l'intera conoscenza genetica dei Goa'uld.
- Altri interpreti: Lane Gates (Shifu), Erick Avari (Kasuf), Colin Cunningham (maggiore Davis), Peter Williams IV (Apophis), Steven Williams (generale Vidrine), Gary Jones (Walter Harriman), William deVry (Aldwin), Michelle Harrison (assistente)

## La luce
- Titolo originale: The Light
- Diretto da: Peter Woeste
- Scritto da: James Phillips

### Trama
Indagando sul suicidio di un membro della SG-5 e sulla debolezza degli altri membri della squadra nonché di Daniel Jackson, la SG-1 scopre su un pianeta un dispositivo che emana una luce bellissima, che tuttavia provoca dipendenza, alla quale sembra essere immune solo un ragazzo trovato sul posto.
- Altri interpreti: Teryl Rothery (dottoressa Fraiser), Gary Jones (Walter Harriman), Kristian Ayre (Loran), Link Baker (tenente Barber)
- Questo episodio ha vinto un Leo Award nella categoria Best Production Design of Dramatic Series.

## Prodigio
- Titolo originale: Prodigy
- Diretto da: Peter DeLuise
- Scritto da: Brad Wright, Joseph Mallozzi e Paul Mullie

### Trama
Per aiutare una cadetta dal carattere ribelle ma dal grande potenziale, il maggiore Carter decide di portarla con sé in una missione attraverso lo Stargate. Durante questa, la squadra viene però attaccata da esseri di pura energia.
- Altri interpreti: Elisabeth Rosen (cadetto Jennifer Hailey), Hrothgar Mathews (dottor Hamilton), Bill Dow (Bill Lee), Michael Kopsa (generale Kerrigan), Michael E. Ryan (se stesso), Keith Martin Gordey (professor Monroe), Roger Haskett (dottor Thompson), Russel Ferrier (maggiore Griff), Ivon R. Bartok (cadetto)

## Entità
- Titolo originale: Entity
- Diretto da: Allan Lee
- Scritto da: Peter DeLuise

### Trama
Nel corso di un'esplorazione con una sonda in un mondo abitato da creature elettroniche, un'entità aliena riesce ad infiltrarsi nei computer della base; dopo un primo tentativo di distruggerla, questa si trasferisce nel corpo di Carter, rivelando che la sonda terrestre ha causato un disastro sul suo mondo. 
- Altri interpreti: Gary Jones (Walter Harriman), Dan Shea (sergente Siler)

## Doppio rischio
- Titolo originale: Double Jeopardy
- Diretto da: Michael Shanks
- Scritto da: Robert C. Cooper

### Trama
Su un pianeta che avevano liberato da Heru-ur, la SG-1 scopre che il goa'uld Cronus ha conquistato il pianeta, schiavizzando gli abitanti. Quando Daniel è ucciso, si scopre tuttavia che questi erano i loro duplicati robotici, mentre Harlan, il loro creatore, chiede aiuto alla Terra per salvarli.
- Altri interpreti: Belinda Waymouth (ufficiale goa'uld), Jay Brazeau (Harlan), Ron Halder (Cronus), Matthew Harrison (Darian), Bill Croft (Sindar), Daniel Bacon (tecnico), Tracey Hway (Hira), Michael Jonsson (guerriero Juna)

## L'esodo
- Titolo originale: Exodus
- Diretto da: David Warry-Smith
- Scritto da: Joseph Mallozzi e Paul Mullie

### Trama
La SG-1 aiuta i Tok'ra a evacuare il loro pianeta, la cui posizione è stata scoperta da Apophis. Per distruggerlo Jacob Carter si prepara a lanciare lo stargate contro il sole, facendolo così esplodere, ma mentre si preparano vengono attaccati da alcuni Al'kesh. O'Neill e Teal'c cercano di rispondere al fuoco, ma vengono abbattuti; Teal'c viene catturato da Apophis, mentre il colonnello riesce a salvarsi. Il sole esplode, ma le due navi, quella dei Tok'ra e quella di Apophis, vengono spedite a più di quattro milioni di anni luce di distanza.
- Altri interpreti: Carmen Argenziano (Jacob Carter/Selmak), Peter Wingfield (Tanith), Peter Williams IV (Apophis)
- La trama di questo episodio continua nella prima puntata della quinta stagione.
- Questo episodio è stato candidato a un Emmy Award nella categoria Outstanding Special Visual Effects for a Series.